# پیامبر اعظم ۱۴
پیامبر اعظم ۱۴ رزمایش نظامی ایران بود که با حضور نیروی دریایی و هوافضای سپاه پاسداران انقلاب اسلامی از ۲۸ تا ۳۰ تیرماه ۱۳۹۹ در منطقه خلیج فارس برگزار شد.

## رویدادهای مهم

### آزمایش‌های موشکی زیرزمینی
در این رزمایش، ایران برای اولین بار موشک‌های بالستیک زیرزمینی شلیک کرد و مدعی‌شد که چنین عملیاتی را برای «اولین بار در جهان» انجام داده‌است.

### بمباران اس‌یو-۲۲
در جریان این رزمایش، جنگنده‌های سوخو-۲۲ اهداف از پیش تعیین‌شده را در جزیره فرور با استفاده از بمب های کروز یاسین بمباران کردند. سوخو-۲۲ در شیراز، در ۵۰۰ کیلومتری تنگه هرمز مستقر است و دو سال قبل، پس از دهه‌ها زمین‌گیری، تعمیرات اساسی شده‌بود. این هواپیما همچنین بمب‌هایی را علیه اهداف دریایی شلیک کرد.

### حمله به ماکت ناو هواپیمابر
ایران ماکت خود از یک ناو هواپیمابر کلاس نیمیتز را که پنج سال قبل در جریان پیامبر اعظم ۹ آسیب زیادی دیده بود، قبل از رزمایش تعمیر کرده بود. تصاویر ماهواره‌ای ارائه‌شده توسط مکسار تکنولوژی نشان می‌دهد که این ناو حامل ۱۶ ماکت از جت‌های جنگنده در عرشه خود در ۲۷ جولای توسط یک یدک‌کش به محل تمرین کشیده شد.

## عواقب
در ۲۹ ژوئیه، شلیک یک موشک بالستیک منجر به این شد که نیروهای آمریکایی مستقر در پایگاه هوایی العدید (واقع در قطر) و پایگاه هوایی الظفره (واقع در امارات متحده عربی) - به دنبال پوشش بودند، درحالی که این دو پایگاه کیلومترها از مکان رزمایش فاصله داشتند.

## واکنش‌ها
فرمانده ربکا ریبریچ، سخنگوی ناوگان پنجم ایالات متحده گفت: «درحالی که ما همیشه مراقب این نوع رفتار غیرمسئولانه و بی پروا از سوی ایران در مجاورت آبراه‌های شلوغ بین‌المللی هستیم، این رزمایش هیچ خللی در عملیات ائتلاف در منطقه ایجاد نکرده‌است و بر جریان آزاد تجارت در تنگه هرمز و آب‌های اطراف آن تأثیری نداشته‌است.».